# Comuna Kormîlcea, Cemerivți
Kormîlcea (în ucraineană Кормильча) este o comună în raionul Cemerivți, regiunea Hmelnîțkîi, Ucraina, formată din satele Kormîlcea (reședința) și Ruja.

## Demografie
Componența lingvistică a comunei Kormîlcea
     Ucraineană (98,8%)
     Rusă (1,01%)
     Alte limbi (0,18%)
Conform recensământului din 2001, majoritatea populației comunei Kormîlcea era vorbitoare de ucraineană (98,8%), existând în minoritate și vorbitori de rusă (1,01%).